# Cassandra Morris
Cassandra Lee Morris (Estados Unidos, 19 de abril de 1982) es una actriz de doblaje estadounidense.

## Filmografía

### Series Animadas
| Año           | Serie                                       | Papel           | Notas                            | Fuente |
| ------------- | ------------------------------------------- | --------------- | -------------------------------- | ------ |
| 2006–2007     | Winx Club                                   | Chimera         | Versión 4Kids                    |        |
| 2010–2012     | Angelo Rules                                | Lola            |                                  |        |
| 2010–presente | Barbie: Fashionistas                        | Sweetie         |                                  |        |
| 2014          | Winx Club: Bloomix                          | Diaspro         | Versión Nickelodeon, temporada 6 |        |
| 2014          | Wombmates                                   | Snooki's Baby   |                                  |        |
| 2014          | Lalaloopsy: Welcome to L.A.L.A. Prep School | Pix E. Flutters |                                  |        |
| 2014          | Cribmates                                   | Giovanna        |                                  |        |
| 2015–presente | Popples                                     | Bubbles         |                                  |        |

### Películas Animadas
| Año  | Serie                           | Papel  | Notas | Fuente |
| ---- | ------------------------------- | ------ | ----- | ------ |
| 2011 | Barbie: el secreto de las hadas | Carrie |       |        |
| 2012 | First Squad                     | Nadya  |       |        |

### Live-Action
| Año  | Serie         | Papel                    | Notas                   | Fuente |
| ---- | ------------- | ------------------------ | ----------------------- | ------ |
| 2000 | Double Parked | DiDonna                  |                         |        |
| 2008 | Exte          | Mami (doblaje al inglés) |                         |        |
| 2015 | Lab Rats      | Shelley                  | Temporada 4, Episodio 5 |        |